# 포베다 항공
포베다 항공(영어: Pobeda, 러시아어: Победа)은 러시아의 저가 항공사로 러시아의 아에로플로트의 자회사에 해당된다. 본사는 러시아 모스크바에 위치해 있으며 2014년에 설립했다. 또한 사용하고 있는 허브 공항으로 브누코보 국제공항이 있다. 또한 이 항공사의 경우 모든 항공편이 러시아 국내선 위주로 운항하고 있으며 예산 항공사로 운용하고 있다. 2014년 8월에 폐업한 도브로렛 항공의 폐업과 동시에 설립된 이 회사는 같은 해 12월부터 운항에 들어갔다.

## 보유 기종
- 2020년 11월 기준으로 포베다 항공은 다음과 같이 보유하고 있다.[4][5]